# جاي لثرلاند
جاي لثرلاند (بالإنجليزية: Jay Litherland) (مواليد 24 أغسطس 1995) هو سبّاح من الولايات المتحدة، مثّل بلاده في الألعاب الأولمبية الصيفية 2016.

## روابط خارجية
جاي لثرلاند على موقع الاتحاد الدولي للسباحة (الإنجليزية)
- جاي لثرلاند على موقع SwimRankings.net (الإنجليزية)
- جاي لثرلاند على موقع اللجنة الأولمبية الدولية (الإنجليزية)
- جاي لثرلاند على موقع أوليمبيديا (الإنجليزية)
- جاي لثرلاند على موقع اللجنة الأولمبية والبارالمبية الأمريكية (الإنجليزية)